# Matang Sagoe
Matang Sagoe is een bestuurslaag in het regentschap Bireuen van de provincie Atjeh, Indonesië. Matang Sagoe telt 2239 inwoners (volkstelling 2010).